# Động mạch tuyến yên dưới
Động mạch tuyến yên dưới (tiếng Anh: inferior hypophysial artery) là động mạch cung máu cho thùy sau của tuyến yên. Đây là một nhánh của phần hang thuộc động mạch cảnh trong.